# Piller Sándor (sportvezető)
Piller Sándor (Mezőberény, 1932. október 24. – 2015. július 2.) labdarúgó, edző, sportvezető. Civil foglalkozása tanár.

## Élete
1951-ben érettségizett a békéscsabai Közgazdasági Szakközépiskolában, majd 1955-ben a Marx Károly Közgazdaság-tudományi Egyetem szerzett könyvvitel, statisztika tervezés tanári diplomát.
1955 és 1964 között a Sebes György Közgazdasági Szakközépiskola tanára, majd 1964 és 1972 között a Dolgozók Önálló Közgazdasági Szakközépiskolájának igazgató-helyettese volt. 1972-ben mint igazgató tért vissza a Sebes György Szakközépiskolába, amely 1990 után Széchenyi István Közgazdasági és Külkereskedelmi Szakközépiskola néven működött tovább. Itt 23 éven keresztül volt az iskola igazgatója. 1995-től az Eötvös József Iskolaalapítvány Szakközépiskolájának volt az igazgatója, majd nyugdíjba vonulása után tanára.
Labdarúgóként a Békéscsabai Építők játékosa volt. Az aktív játék befejezése után edzői diplomát szerzett és a Békéscsabai Előre vezetőedzője volt 1967 és 1973 között. 1968-ban az ő irányítása alatt nyerte meg a csapat a harmadosztályú bajnokságot és lett másodosztályú klub. Később a békéscsabai klub labdarúgó-szakosztályának az elnöke volt.
1989 és 2007 között a Békés Megyei Labdarúgó-szövetség elnöke volt. Hat éven át a Magyar Labdarúgó-szövetség elnökségének a tagjaként tevékenykedett. Tizenkét éven keresztül az MLSZ Utánpótlás Bizottságának az elnöke volt.
A 2000-es évek eleje óta Telkiben élt, de innen is nyomon követte Békés megye sportéletét. 2015. június közepén került kórházba, ahol július 2-án reggel elhunyt. 2015. július 10-én a Telki temetőben helyezték örök nyugalomra.

## Sikerei, díjai
- Békéscsabáért elismerés (1994)
- Arany Katedra-díj (1995)

### Edzőként
Békéscsabai Előre
- Magyar bajnokság - NB II
  - győztes: 1968